# Adriaan Olree
Adriaan Olree (Maasland, 29 april 1952) is een Nederlands acteur.
Alvorens Olree voor het acteursbestaan koos, heeft hij aan het begin van de zeventiger jaren bouwkunde gestudeerd aan de Hogere technische school in Den Haag. Later werd hij opgeleid aan de Toneelacademie Maastricht en studeerde er in 1979 af. Gedurende zijn loopbaan heeft Olree diverse rollen gespeeld op televisie en in films, maar voornamelijk in het theater. Voor het grote publiek is hij bekend geworden met zijn rol van 'Gilles' in de comedyserie In de Vlaamsche pot. Andere rollen waren die van de sympathieke kapelaan de Goey in de Nederlandse film Ciske de Rat en die van Gerard Ruysdaal, leider van het misdaadsyndicaat 'Scylla' in de misdaadserie Unit 13. Verder speelde hij Gerard Wijbrands, de introverte echtgenoot van Hedwig in de film Van de koele meren des doods. Op het toneel was Olree veelvuldig werkzaam bij de toneelgroep Amsterdam. Eveneens heeft hij zijn medewerking verleend aan het bekende radioprogramma Het Bureau. Hieronder volgt een nagenoeg volledig overzicht:

## Televisie
- Sanne (1983) als persvoorlichter
- De Wandelaar (1989) als Eelco Kaptijn
- In de Vlaamsche pot (1992–1994) als restauranthouder Gilles
- Flodder Seizoen 1 Aflevering 11 (1993) als verzekeringsagent
- Flodder Seizoen 2 Aflevering 5  (1994) als verzekeringsagent
- Unit 13 (1996–1997) als Gerard Ruysdael
- Baantjer episode 5.1 (1999) als Johannes Renesse
- Spangen episode 1.12 (1999)
- Schoon goed episode 1.10 (1999)
- Oh oh Den Haag episode 1.6 (2000)
- Wildschut & De Vries (2000) als Jan Willem Berger
- Wilhelmina (2001) als minister-president Gerbrandy
- Grijpstra & De Gier episode 1.2 (2004) als Henk-Jan Woudstra
- Deadline episode 1.6 (2008) als hofadvocaat Egbert Weener

## Film
- Van de koele meren des doods (1982) als Gerard Wijbrands
- Aanstelleritis (1982), korte film
- Ciske de Rat (1984) als kapelaan de Goey
- Oom Ben (1988), korte film"
- Retrospectief (1990)
- Belle van Zuylen - Madame de Charrière (1993)
- Ochtendzwemmers (2001) als te Bokkel

## Toneel (een selectie)
- Zuidelijk Toneel Globe: 'Moby Dick' (1984) als Achab
- toneelgroep Amsterdam:'Timon van Athene' (1994–1995) als senator
- toneelgroep Amsterdam:'Rouwkost' (1996–1997) als Weebosch
- Noord Nederlands Toneel: 'Spoken' (1997) als dominee Manders
- Ton Vorstenbosch, vrije productie 'De stille kracht' (1997) als de controleur van Laboewangi
- Noord Nederlands Toneel: 'Gevaarlijke liefdes' (1998) als Graaf de Valmont
- Nationaal Toneel: 'Verhalen uit het Wienerwald' (2002) als Ferdinand Hierlinger
- Nationale Toneel: 'Dood van een handelsreiziger' (2003) als Charley

## Radio
- Het Bureau als Ruurd 't mannetje (2006)
- Karakter (luisterboek) als verteller (2006)